# Micrurus margaritiferus
Micrurus margaritiferus este o specie de șerpi din genul Micrurus, familia Elapidae, descrisă de Roze 1967. Conform Catalogue of Life specia Micrurus margaritiferus nu are subspecii cunoscute.